# Peter Schalk
Peter Schalk (Haarlemmermeer, 7 juni 1961) is een Nederlands politicus namens de SGP.

## Biografie
Schalk volgde de mavo in Lisse en vervolgens de havo in Gouda. Daarna studeerde hij aan de pedagogische academie Driestar Hogeschool in Gouda.

### Maatschappelijke carrière
Van 1983 tot 1994 was Schalk als onderwijzer, en later als directeur, verbonden aan een basisschool in Berkenwoude. Van 1994 tot 2008 was hij directeur van de vakbond en werkgeversvereniging RMU. In 2008 trad hij toe tot de raad van bestuur van deze organisatie. Mede als gevolg hiervan bekleedt hij een aantal nevenfuncties op maatschappelijk gebied.

### Politieke loopbaan
Schalk was in 2007 en 2011 kandidaat voor de SGP bij de verkiezingen voor de Eerste Kamer; hij werd echter niet gekozen. Bij de Eerste Kamerverkiezingen van 2015 was hij lijsttrekker en werd hij gekozen. Vanaf 9 juni 2015 voert hij de fractie aan, als opvolger van Gerrit Holdijk. In maart 2018 werd hij aangesteld als informateur voor de collegevorming in de gemeente Ede. Voor de Eerste Kamerverkiezingen van 2019 en 2023 werd Schalk wederom lijsttrekker.

## Persoonlijk
Schalk is getrouwd, heeft vijf kinderen en woont in Veenendaal. Hij behoort tot de Gereformeerde Gemeenten.
Peter Schalk · Marc de Vries
Theo Bovens (CDA) · 
Johan Dessing (FVD) · 
Auke van der Goot (OPNL) · 
Alexander van Hattem (PVV) · 
Tineke Huizinga (CU) · 
Rik Janssen (SP) · 
Tanja Klip-Martin (VVD) · 
Ilona Lagas (BBB) · 
Paul van Meenen (D66) · 
Annabel Nanninga (JA21) · 
Gaby Perin-Gopie (Volt) · 
Martin van Rooijen (50+) · 
Paul Rosenmöller (GL-PvdA) · 
Peter Schalk (SGP) · 
Ingrid Visseren-Hamakers (PvdD)
- International Standard Name Identifier: 0000 0003 6888 6023
- Nederlandse Thesaurus van Auteursnamen: 090521013
- Parlement.com: vimbf9h19hz6
- Virtual International Authority File: 288847669
- WorldCat: E39PBJcrg6qBGc3bBw8RvH9CcP